# Emilio Mola
Pour les articles homonymes, voir Mola.

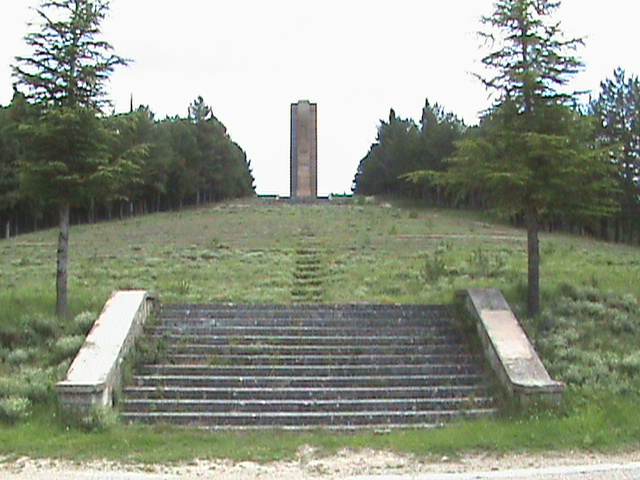
Monument commémoratif à Alcocero de Mola.

Emilio Mola y Vidal, 1er duc de Mola et Grand d'Espagne, né à Placetas (Cuba) le 9 juillet 1887 et mort à Alcocero (Espagne) le 3 juin 1937, est un général de brigade espagnol, principal instigateur du coup d'État du 17 juillet 1936 contre le gouvernement de la seconde république espagnole. Il était surnommé « El Director ».

## Biographie
Emilio Mola est né à Cuba, alors province espagnole. En 1907, ce fils d'officier s'engage dans l'infanterie à Tolède. Officier, il commande les troupes régulières maures (infanterie nord-africaine) à partir de 1919. Il grimpe rapidement l'échelon hiérarchique grâce à ses faits d'armes en Afrique du Nord. En 1927, à l'âge de 40 ans il est promu général de brigade. C'est également là-bas qu'il fait la connaissance du général Franco et d'autres officiers qui joueront un rôle important lors de l'insurrection de 1936.
Tacticien confirmé, Emilio Mola est un chef militaire charismatique, populaire auprès de ses hommes[réf. nécessaire].
En 1930, après la démission de Primo de Rivera et son remplacement par Dámaso Berenguer, il est nommé directeur général de la sécurité  où il commande la répression contre les activistes républicains et d'extrême-gauche. C'est à ce poste qu'il assiste à l'arrivée de la République.
Il est rapidement exilé au commandement militaire du Maroc espagnol, il est rappelé après la victoire du Front populaire espagnol en février 1936 pour être affecté à Pampelune en tant que gouverneur militaire. Mais Mola a déjà rejoint secrètement d'autres officiers espagnols conjurant pour renverser le gouvernement de gauche. Parmi ceux-ci, les généraux Gonzalo Queipo de Llano, José Sanjurjo, Miguel Cabanellas et le colonel Juan Yagüe (Francisco Franco ne rejoindra la conjuration qu'après l'assassinat de José Calvo Sotelo en juillet 1936). Secondé par el técnico, Valentín Galarza Morante, Mola fut le véritable préparateur du soulèvement (d'où son surnom el director,qui fait pendant à celui de Galarza). Cependant tous s'accordèrent le 8 mars à laisser le commandement des opérations à Sanjurjo, qui était plus populaire. L'arrivée du Front Populaire au pouvoir accélère les préparatifs de la conjuration.
Le 5 juin 1936, Mola élabore un premier projet politique fondé sur la disparition de la République et sur l'unité de l'Espagne. Il a cependant quelques problèmes à s'allier les milices carlistes de Navarre qui exigent un retour à une monarchie conservatrice. Mola « n'était pas monarchiste, mais comme de nombreux autres militaires, il était obnubilé par l'ordre ».
Le 17 juillet 1936, c'est le coup d'État mais le succès est mitigé. Le 18 juillet 1936, Manuel Azaña nomme Diego Martínez Barrio au poste de premier ministre afin de négocier avec les militaires rebelles. Martinez Barrio contacta Mola et lui offrit le poste de ministre de la guerre dans le gouvernement mais Mola refusa tout compromis. À la suite de cet échec, Azaña renvoya Martinez Barrio et le remplaça par José Giral. Celui-ci distribua des armes aux organisations militantes proches du gouvernement du Front Populaire.
Le 19 juillet 1936, le général Mola proclama la révolte de la Navarre qui commença mal avec la mort du général José Sanjurjo dans un accident d'avion le 20 juillet 1936. Le 23, il annonce la création de la Junta de Defensa Nacional. L'organisation du soulèvement militaire n'était pas un succès général hormis aux îles Canaries, au Maroc espagnol, à Séville, en Aragon et en Galice.
Il se prononce ouvertement pour l'utilisation de la terreur à des fins politiques : « Il faut semer la terreur, il faut laisser la sensation de domination en éliminant sans scrupules tous ceux qui ne pensent pas comme nous ».
À la fin du mois de septembre 1936, neuf généraux membres de la conjuration décidèrent que le général Francisco Franco dont les troupes emportaient la plupart de victoires, devait être promu généralissime. Mola accepta et, en conséquence se vit confier le commandement de l'armée du nord par Franco. Emilio Mola mourut le 3 juin 1937 dans un accident d'avion par mauvais temps. Des rumeurs ont circulé sur une mise en cause du général Franco dans la mort de Mola tout comme dans celle de Sanjurjo.
Il est à l'origine de l'expression Cinquième colonne pour désigner des partisans dissimulés au sein d'une organisation hostile. En novembre 1936, il déclara à la radio que quatre colonnes de l'armée nationaliste allaient attaquer Madrid, tandis que la "cinquième colonne" se trouvait déjà dans les murs de la ville.